# Bomolocha dodra
Bomolocha dodra là một loài bướm đêm trong họ Noctuidae.